# Mécringes

Mécringes este o comună în departamentul Marne, Franța. În 2009 avea o populație de 139 de locuitori.